# LEON (VOCALOID)
LEON（日语：レオン）是ZERO-G於2004年1月15日 - 1月18日发售的以VOCALOID语音合成引擎为基础开发贩售的虚拟男性歌手软件。